# スカーシック
『スカーシック』（Scarsick）は、ペイン・オヴ・サルヴェイションの6枚目のアルバムである。このアルバムを最後にヨハン・ランゲルが脱退。

## 解説
アルバムタイトルはスカーシックだが実質には3rdアルバム、ザ・パーフェクト・エレメント・パート1の続編で、The Perfect Element, part II - "he"である。
第2部である今作は第1部の登場人物であった"彼(he)"に焦点をあてたものである。Side AとSide Bの2章で構成されている全10曲である。なお、Side AのサブタイトルであるHis skin against this dirty floorは第1部の12曲目、The Perfect Elementの歌詞の一部である。
クリストファー・ギルデンロウ脱退後、後任が見つからずベースはダニエル・ギルデンロウが演奏をしている。

## 収録曲
Side A: His skin against this dirty floor
1. "Scarsick" – 7:08
2. "Spitfall" – 7:17
  1. "Introducing Star"
  2. "Thus Quote The Craving"
  3. "Redefining Vomatorium"
  4. "Man Of The Masses"
  5. "YO"
3. "Cribcaged" – 5:56
4. "America" – 5:05
5. "Disco Queen" – 8:22
  1. "Tonight I'll Fall"
  2. "A Cheap Sellout Drug"
  3. "A Tighter Groove"
  4. "My Disco Queen"

Side B: Why can't I close my eyes ?
1. "Kingdom of Loss" – 6:41
2. "Mrs. Modern Mother Mary" – 4:14
3. "Idiocracy" – 7:04
4. "Flame to the Moth" – 5:58
5. "Enter Rain" – 10:03

- 作詞、作曲、コンセプトは全てダニエル・ギルデンロウによるものである。

## メンバー
- Daniel Gildenlöw - ヴォーカル, ギター, ベース, バンジョー ,サンプラー
- Fredrik Hermansson - キーボード, サンプラー
- Johan Hallgren - ギター, コーラス
- Johan Langell - ドラム, コーラス